# 李世炎
李世炎（1909年—1990年），中国人民解放军将领、中国人民解放军开国少将。
曾任安徽军区第二副政委。1955年，授予中国人民解放军少将。